# Karl Friedrich Zimmermann
Karl Friedrich Zimmermann (getauft am 3. März 1765 in Brugg; † 26. August 1823 ebenda; heimatberechtigt in Brugg) war ein Schweizer Politiker. In den Jahren 1800 und 1801 gehörte er dem Ersten Vollziehungsrat, der Regierung der Helvetischen Republik, an. Von 1806 bis 1819 war er Regierungsrat des Kantons Aargau.

## Biografie
Der Sohn des Brugger Schultheissen Johann Jakob Zimmermann, der durch den Salzhandel zu Wohlstand gelangt war, erhielt seine Ausbildung in Colmar an der École militaire von Gottlieb Konrad Pfeffel. Nach Beginn des Franzoseneinfalls im Januar 1798 bildete sich in Brugg unter Zimmermanns Mitwirkung ein Revolutionskomitee. In den Wochen vor der Ausrufung der Helvetischen Republik 1798 war er Mitglied der provisorischen Nationalversammlung des aus den Berner Untertanengebieten gebildeten Kantons Aargau. Die Einteilung in Bezirke geht auf seinen Vorschlag zurück. Im April 1798 wurde Zimmermann in den Grossen Rat, die untere Kammer des helvetischen Parlaments, gewählt und präsidierte diesen zeitweise. Als Unitarier befürwortete er einen straff organisierten Zentralstaat.
Nach dem zweiten Staatsstreich vom 7. August 1800 war Zimmermann eines von neun Mitgliedern des Ersten Vollziehungsrates, welche die Regierungsgewalt in der Helvetischen Republik übernahm. Den Vollziehungsrat präsidierte er zweimal, im November 1800 und im Mai 1801. Am 27. Oktober 1801 folgte seine Wahl in den helvetischen Senat, doch nur einen Tag später wurde die Regierung erneut gestürzt. Zimmermann widmete sich fortan nur noch der kantonalen Politik. 1802 trat er in die aargauische Kantonstagsatzung und in die aargauische Verfassungskommission ein. Die Wahl in die Helvetische Consulta, die mit Napoleon Bonaparte die Mediationsakte aushandeln sollte, nahm er nicht an.
Im März 1803 wurde Zimmermann in den Aargauer Grossen Rat gewählt und war zunächst auf der Seite der Opposition. Im Mai 1806 wählte ihn der Grosse Rat schliesslich in die Kantonsregierung, wo er für das Bildungsdepartement zuständig war. Ab 1807 gehörte er zusätzlich dem Kantonsschulrat und ab 1809 dem Kriegsrat an. Nach der Annahme der Restaurationsverfassung hatte er 1815, 1817 und 1819 das Amt des Bürgermeisters inne, das jenem eines Regierungspräsidenten entsprach. Von Amts wegen stand er in diesen Jahren auch dem Grossen Rat vor. Ende des Jahres 1819 trat er aus der Regierung zurück, im Juni 1823 auch aus dem Grossen Rat.